# Östanå
Östanå è un'area urbana della Svezia situata nel comune di Östra Göinge, contea di Scania.